# Crocifisso della basilica di San Domenico

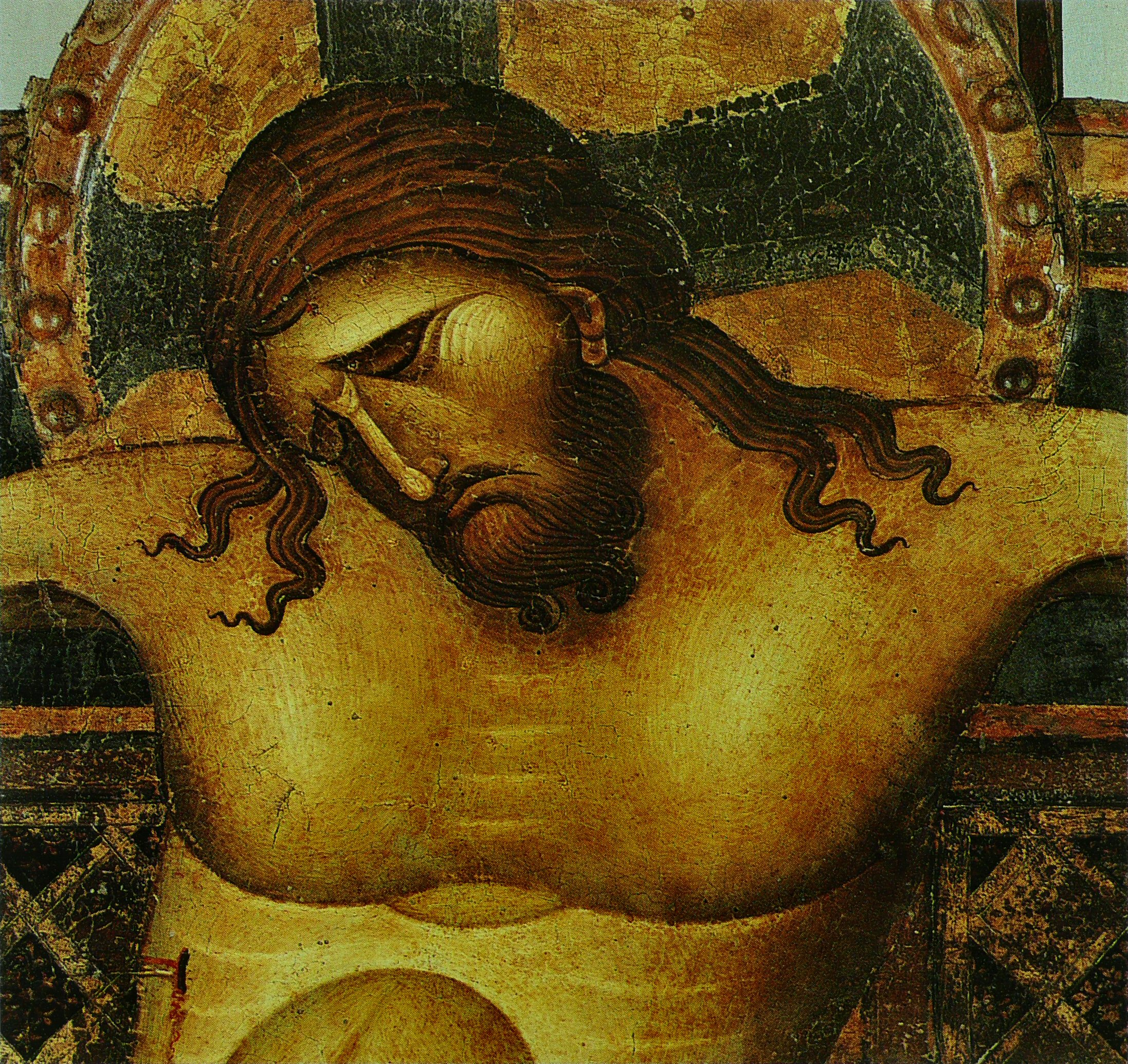
Dettaglio

Il Crocifisso della basilica di San Domenico di Bologna è l'opera più famosa di Giunta Pisano ed un'opera chiave della pittura duecentesca italiana. Misura 336x285 cm ed è dipinto a tempera e oro su tavola sagomata. In basso reca la firma "CVIVS DOCTA MANVS ME PINXIT IVNTA PISANVS".

## Storia
Il Crocifisso venne realizzato probabilmente tra il 1250 e il 1254 per la basilica più importante dell'ordine domenicano, dopo che Giunta aveva dipinto un crocifisso analogo per il centro della cultura francescana, la basilica di San Francesco ad Assisi (opera perduta). 
Era destinato ad essere appeso al di sopra del tramezzo (iconostasi), la struttura che separava la parte della chiesa destinata ai religiosi (il presbiterio) da quella destinata ai fedeli. Il crocifisso veniva quindi a trovarsi appeso e leggermente inclinato verso il centro della navata, e focalizzava l'attenzione dei fedeli durante le funzioni e la preghiera. 
Col Concilio di Trento venne tolto dalla sua collocazione e relegato in una posizione defilata, coperto da pesanti ridipinture che vennero asportate solo nel 1935. 

## Descrizione
La critica riconosce a Giunta Pisano il merito di essere il primo italiano ad aver dipinto il Christus patiens, cioè il Cristo morto sulla Croce. Inoltre, a differenza di esempi precedenti bizantini (come la Croce bizantina del Museo Nazionale di San Matteo di Pisa) per la prima volta su scala monumentale il corpo di Cristo è arcuato verso la sinistra, debordando dal braccio della croce e occupando una delle due fasce laterali dove anticamente venivano raffigurate le scene della Passione, che quindi cedono il passo ad uno sfondo di motivi geometrici. L'effetto è quello di accentuare la sofferenza del Cristo, all'insegna di un realismo tutt'altro che simbolico.
Sui tabelloni alle estremità dei bracci laterali Maria e San Giovanni sono raffigurati a mezzo busto (invece delle piccole figure intere bizantine) e nell'atteggiamento del compianto. La parte inferiore del soppedaneo è dispersa, così come il tondo che doveva trovarsi sopra la cimasa.

## Stile
Rispetto alle precedenti croci di Santa Maria degli Angeli e di San Ranierino, Giunta riesce a imprimere maggiore volumetria all'intera figura e alle singole parti del corpo, dotando i muscoli di un vigore e una possenza solo parzialmente raggiunti prima.
Ciò è conseguito grazie al cosiddetto pittoricismo, vale a dire all'uso di righe scure molto sottili, parallele e concentriche, tracciate con la punta del pennello, la cui densità si fa più alta nelle zone scure e più rada nelle zone chiare del corpo. Il corpo è diviso in aree circoscritte e ben distinte, quasi come i pezzi di un'armatura scomponibile. Nelle zone di contatto tra zone diverse, per esempio al confine tra i muscoli pettorali e il costato, si passa improvvisamente da un'alta a una bassa frequenza di righe sottili, mentre all'interno della stessa area, per esempio entro il muscolo pettorale, si ha un gradiente, un passaggio graduale che crea una modulazione chiaroscurale ben precisa e autonoma.
Questo pittoricismo crea una pittura densa e pastosa, un corpo bronzeo, come una lamina a sbalzo su una superficie piana, raggiungendo una volumetria mai vista prima, né in altri pittori né in Giunta stesso.
Anche il volto non è risparmiato da questa nuovo stile e le ciocche della barba e dei capelli diventano tante ciocchettine più piccole e sottili.
Lo stato di conservazione della tavola non permette di apprezzare i dettagli del perizoma che comunque appare intessuto di tante pieghe e pieghettine, a differenza del panno bianco steso di quello di san Ranierino, che, per quanto morbido e dotato di modulazioni chiaroscurali a definirne le pieghe, non raggiunge i virtuosismi di questo crocifisso bolognese.
Il maggiore realismo di quest'opera appare anche per il maggiore incurvamento del corpo verso sinistra, gravato dal suo stesso peso. Passando dal primo crocifisso sopravvissuto di Assisi, a quello pisano di san Ranierino a quello di Bologna, si osserva un progressivo incurvamento, come è evidente dal maggiore sprofondamento della linea dei muscoli pettorali verso il basso rispetto a quelle dei gomiti.
L'opera è nel complesso eccelsa anche se le parti anatomiche sono ancora semplificate e l'attenzione alla provenienza della luce ed agli effetti da questa creati è ancora trattata in maniera piuttosto intuitiva. Sarà proprio da qui che l'arte di Cimabue partirà, con la realizzazione del suo primo crocifisso che è decisamente ispirato a quest'opera di Giunta Pisano. D'altra parte il Crocifisso di Arezzo fu dipinto per la locale chiesa domenicana, quindi verosimilmente richiesto simile al Crocifisso della chiesa madre a Bologna.